# توصیه در مورد بدترین شکل‌های کار کودکان
توصیه در مورد بدترین شکل‌های کار کودکان (انگلیسی: Worst Forms of Child Labour Recommendation) رهنمودهایی برای ممنوع کردن بکارگیری کودکان در کارهای خطرناک است، تا جائیکه اینگونه موارد کار واگذاری به کودکان از بین برده شود. این توصیه در سال ۱۹۹۹ مورد قبول سازمان بین‌المللی کار (International Labour Organisation) یا ILO تحت عنوان توصیه شماره ۱۹ قرار گرفته‌است.
مقررات این توصیه مکمل مربوط به پیمان در مورد بدترین شکل‌های کار کودکان (Worst Forms of Child Labour Convention)؛ (کنوانسیون شماره ۱۸۲ که در ذیل کنوانسیون آمده) باید ساری و جاری گردد. این مقاله باید همراه کنوانسیون مورد مطالعه قرار گیرد.

## مفاد توصیه
مفاد این توصیه شامل موارد زیر است:
- برنامه‌های عملی برای اجرای بند ۶ پیمان بدترین نوع کار کودکان Worst Forms of Child Labour Convention باید در جهت بند یک باشد (بندI).
- زمانیکه کشورهای تصویب کننده می‌خواهند در زمینه بند 3d کنوانسیون حکم کنند؛ چیزی که باید مورد بررسی قرار گیرد، بدترین اشکال مخاطراتی است که کودکان کار در کشورهای مزبور با آن مواجهند، می‌باشد. (بند II)
- جزئیات آمار و اطلاعات مربوط به نوع و میزان کار کودکان جمع‌آوری و بروز گردد (بند ۵ تا ۷- III)،
- کشورهای تصویب کننده باید با ایجاد یا تعیین ساز و کارهای ملی مناسب جهت نظارت بر اجرای مفاد ملی با هدف ممنوعیت و از بین بردن بدترین نوع کار کودکان اقدام کنند (بند III -۸).
- کشورهای تصویب کننده تا آنجا که با قوانین ملی خود سازکار است، با کوششهای بین‌المللی در جهت ممنوعیت و از بین بردن اشکال کارهای سخت کودکان همکاری کنند (بندIII-11).
- کشورهای تصویب کننده باید ترتیبی دهند که با توجه به تعریفی که از بدترین اشکال کار کودکان شده، واگذاری چنین کارهایی به کودکان را جرایم جنایی بشناسند، و نیز راه حلهای مدنی یا اداری برای تضمین اجرائی شدن ممنوعیت واگذاری چنین کارهایی به کودکان پیدا کنند (بند ۱۲ تا ۱۴ - III)،
- فهرستی از اقدامات دیگر که می‌تواند مورد استفاده قرار گیرد تا بدترین شکل کار کودکان را ممنوع و از بین ببرد تهیه نمایند (بند III- ۱۵)،
- چنین رشد همکاری بین‌المللی یا تعاون بین کشورهای تصویب کننده برای ممنوعیت و ازبین بردن مؤثر بدترین شکل‌های کار کودکان باید تلاشهای بین‌المللی را تکمیل کند (بند III - ۱۶).